# Cámara Argentina de Productores de Fonogramas y Videogramas
La Cámara Argentina de Productores de Fonogramas y Videogramas (CAPIF) è una organizzazione argentina membro dell'IFPI, che rappresenta l'industria musicale nel paese. Si tratta di una organizzazione no-profit integrata da etichette discografiche indipendenti e multinazionali.

## Certificazioni delle vendite
Nel gennaio 1980, CAPIF diede la prima certificazione in Oro e Platino. Da quella volta fino al 31 dicembre 2000, i criteri per la certificazione erano:
Singoli:
- Oro: 50 000
- Platino: 100 000

LP & cassette (album):
- Oro: 30 000
- Platino: 60 000
- Diamante: 500 000

Album di raccolte:
- Oro: 100 000
- Platino: 200 000

I criteri per la certificazione sono cambiati dal 1º gennaio 2001. I criteri per la certificazione  del CAPIF per gli album da questa data sono:
- Oro: 20 000 unità
- Platino: 40 000 unità
- Diamante: 250 000 unità

Gli album di raccolte non hanno diritto alla certificazione. Nemmeno i singoli vengono più certificati in Argentina.
Altri formati:
| Formato                       | Oro    | Platino |
| ----------------------------- | ------ | ------- |
| Scarichi digitali da internet | 10 000 | 20 000  |
| DVD musicali                  | 4 000  | 8 000   |